# Heqa-Ptah
Heqa-Ptah (Mein Herrscher ist Ptah) ist der Name eines ägyptischen Königs, der auf einer Stele, die sich im internationalen Kunsthandel befand, vermerkt ist.
Nach der Entstehungszeit der Stele zu urteilen, wird seine Herrschaft in der 17. Dynastie vermutet. Weitere Zeugnisse sind nicht bekannt.